# Nazik al-Mala'ika
Nazik al-Mala'ika, (in arabo نازك الملائكة‎?) (Baghdad, 23 agosto 1922 – Il Cairo, 20 giugno 2007), è stata una poetessa irachena.
È considerata una delle prime poetesse che introdussero l'uso del verso libero nella rigida struttura poetica araba.

## Biografia
Nazik al-Mala'ika nacque a Baghdad nel 1922 da genitori entrambi poeti, prima di sette figli. Il padre, insegnante, fu anche editore di un'enciclopedia in 20 volumi; la madre aveva scritto poesie contro la dominazione britannica. Sin da piccola mise in mostra la sua propensione all'arte poetica componendo la sua prima poesia in arabo classico all'età di soli 10 anni.
Frequentò il College universitario di Baghdad, laureandosi in letteratura nel 1944, avendo studiato anche musica. Mentre era ancora al college, pubblicò alcune poesie su giornali e riviste. La sua prima raccolta di poesie, Āshiqat al-laylā  (L'amante della notte), è pubblicata nel 1947.
Grazie alla sua buona conoscenza della lingua inglese vinse una borsa di studio presso l'università di Princeton nel New Jersey. Nel 1954 proseguì i suoi studi nel Wisconsin dove conseguì il master in Letterature Comparate, ottenendo poco dopo una cattedra universitaria di letteratura.

Nel 1961 sposò 'Abd al-Hadi Mahbuba, suo collega nella sezione di lingua araba presso il College di Baghdad. Con il marito contribuì a fondare l'Università di Basra, nel sud dell'Iraq. Molte delle sue opere sono state pubblicate a Beirut, in Libano, dove si trasferì alla fine del 1950.
Nel 1970 lasciò il suo paese in compagnia del marito e visse in Kuwait fino a che nel 1990 Saddam Hussein invase il paese. Dopo il 1990 si trasferì al Cairo, dove trascorse il resto della sua vita.
Morì nel 2007, all'età di 85 anni a causa di una serie di problemi di salute tra i quali la malattia di Parkinson.

## Poetica
Sebbene altri poeti prima di lei avessero già tentato il verso libero, è con Nazik al-Mala'ika che il metro della poesia araba viene rivoluzionato secondo un programma ben preciso. Nel 1962 è lei stessa che scrive:
"Il movimento della poesia libera ha avuto origine nel 1947, in Iraq. E dall'Iraq, anzi dal cuore di Baghdad, questo movimento ha strisciato estendendosi fino a sommergere l'intero mondo arabo e poi, a causa dell'estremizzazione di quanti vi hanno aderito, ha rischiato di trascinare via con sé tutte le altre forme della nostra poesia araba. E la prima poesia in versi liberi ad essere pubblicata, è stata la mia poesia intitolata Il colera ".
Il colera è una poesia ispirata ad un fatto di cronaca: un'epidemia di colera che attraversò l'Egitto e l'Iraq nel 1947. Un intento coraggioso quindi, tenuto anche conto del suo sesso.
Nel 1949 al-Mala'ika pubblica Schegge e cenere, preceduta da una lunga prefazione sulla teoria della metrica della nuova poesia. L'accettazione nel mondo accademico non fu semplice, ma la poetessa non si lasciò intimidire. La poesia di al-Mala'ika non è comunque priva di metro, anzi fa preciso riferimento a sedici metri della tradizione classica araba, è quindi più corretto parlare di verso libero e non di verso sciolto.
L'attenzione della poetessa al metro è strettamente coniugata al suo amore per la scrittura, per la parola in sé come elemento magico:

Domani ci costruiremo un nido di sogno di parole, | in alto, con l'edera che discende dalle sue lettere. | Nutriremo i suoi germogli con la poesia | e innaffieremo i suoi fiori con le parole.
Altra tematica importante è quella della condizione femminile nel mondo arabo. La poetessa scrisse anche alcuni saggi, come Donne fra due estremi: passività e scelta etica, del 1954. In una delle sue più note poesie, Orazione funebre per una donna insignificante, così si esprime:
La notizia si è dissolta nei vicoli | senza che il suo eco si diffondesse | e si è rifugiata nell'oblio di alcune fosse | la luna ha pianto questa tragedia.

## Opere

### Opere tradotte in italiano
- Non ho peccato abbastanza. Antologia di poetesse arabe contemporanee, a cura di Valentina Colombo, Mondadori 2007.
- La notte mi chiede chi sono, tradotto e curato da Luisa Orelli, Genova, Edizioni San Marco dei Giustiniani, "Quaderni in Lettere d'azzurro", 2019. ISBN 978-88-7494-2893

### Opere tradotte in altre lingue
- Āshiqat al-Laylā, 1947
- Shazaya wa-ramad, 1949
- Al-mar'a bayna 'ltarafain, al-salbiyya wa-l-akhlaq', 1953
- 'Al-tajzi'iyya fi l-mujtama' al-arabi', 1954
- Qarárat al-mawya, 1957
- Qadaya l-shi'r al-mu'asir, 1962
- Al-Sawma'a wal-Shurfa Al-Hamraa, 1965
- Shajarat al-qamar, 1968
- Ma'sát al-hayát wa-ugniya li-l-insán, 1970
- Al-tajzi'iyya fi l-mujtama' al-'arabi, 1974
- Yugayyir al-wánahu l-bahr, 1976
- Li-l-salat wa-l-tawra, 1978
- Sykolojiyya al-shi'r, 1979
- Yughayyir al-wanah al-bahr, 1999
- Al-'amal al-nathriyya al-kāmila, 2002 (2 volumi)
- Al-'amal al-shi'riyya al-kāmila, 2002